# (34784) 2001 RS77
2001 RS77 (asteroide 34784) é um asteroide da cintura principal. Possui uma excentricidade de 0.14677410 e uma inclinação de 7.65338º.
Este asteroide foi descoberto no dia 10 de setembro de 2001 por LINEAR em Socorro.